# Leicestershire Senior League
Leicestershire Senior League är en engelsk fotbollsliga baserad i Leicestershire. Den har två divisioner – Premier Division och Division One. Premier Division ligger på nivå 11 i det engelska ligasystemet. Ligan är en matarliga till Midland Football Alliance.
Leicestershire Senior League matas av Leicestershire Combination, Leicester and District League, North Leicestershire League och Leicester City Football League.

## Mästare
| År        | Mästare                  |
| --------- | ------------------------ |
| 1896-97   | Leicester Fosse Res      |
| 1897-98   | Hinckley Town            |
| 1898-99   | Swadlincote Town         |
| 1899-1900 | Hinckley Town            |
| 1900-01   | Gresley Rvrs             |
| 1903-04   | Loughborough Corinthians |
| 1904-05   | Leicester Fosse Res      |
| 1905-06   | Leicester Fosse Res      |
| 1906-07   | Leicester Fosse Res      |
| 1907-08   | Coalville Town           |
| 1908-09   | Hinckley Utd             |
| 1909-10   | Hinckley Utd             |
| 1910-11   | Shepshed Alb             |
| 1911-12   | Holwell Works            |
| 1912-13   | Loughborough Corinthians |
| 1913-14   | Hinckley Utd             |
| 1914-15   | Whitwick Imps            |
| 1915-16   | Coalville Swifts         |
| 1916-18   | Första världskriget      |
| 1918-19   | Coalville Swifts         |
| 1919-20   | Whitwick Imps            |
| 1920-21   | Shepshed Alb             |
| 1921-22   | Whitwick Imps            |
| 1922-23   | Whitwick Imps            |
| 1923-24   | Ashby Town               |
| 1924-25   | Whitwick Imps            |
| 1925-26   | Barwell Utd              |
| 1926-27   | Mountsorrel Town         |
| 1927-28   | Burton Town Res          |
| 1928-29   | Burton Town Res          |
| 1929-30   | Burton Town Res          |
| 1934-35   | New Lount Colliery       |
| 1935-36   | HM Mansfields Sports     |
| 1936-37   | Loughborough Brush       |
| 1937-38   | HM Mansfields Sports     |

| År      | Mästare                             |
| ------- | ----------------------------------- |
| 1938-39 | Donisthorpe                         |
| 1939-46 | Andra världskriget                  |
| 1946-47 | Gresley Rvrs (Central Division) och |
|         | Moira United (Western Division)     |
| 1947-48 | Gresley Rvrs (Central Division) och |
|         | Moira United (Western Division)     |
| 1948-49 | Coalville Town                      |
| 1949-50 | Nuneaton Borough Res                |
| 1950-51 | Quorn Meths                         |
| 1951-52 | Anstey Nomads                       |
| 1952-53 | Measham Imps                        |
| 1953-54 | Anstey Nomads                       |
| 1954-55 | Leicester City 'A'                  |
| 1955-56 | Whitwick Colliery Res               |
| 1956-57 | Leicester City 'A'                  |
| 1957-58 | Leicester City 'A'                  |
| 1958-59 | Stapenhill                          |
| 1959-60 | Stapenhill                          |
| 1960-61 | Whitwick Colliery                   |
| 1961-62 | Syston St. Peters                   |
| 1962-63 | Enderby Town                        |
| 1963-64 | Oadby Town                          |
| 1964-65 | Enderby Town                        |
| 1965-66 | Newfoundpool WMC                    |
| 1966-67 | Enderby Town                        |
| 1967-68 | Oadby Town                          |
| 1968-69 | Oadby Town                          |
| 1969-70 | Newfoundpool WMC                    |
| 1970-71 | Friar Lane OB                       |
| 1971-72 | Friar Lane OB                       |
| 1972-73 | Oadby Town                          |
| 1973-74 | Friar Lane OB                       |
| 1974-75 | Friar Lane OB                       |
| 1975-76 | Friar Lane OB                       |
| 1976-77 | Friar Lane OB                       |

| År        | Mästare               |
| --------- | --------------------- |
| 1977-78   | Friar Lane OB         |
| 1978-79   | Shepshed Charterhouse |
| 1979-80   | Shepshed Charterhouse |
| 1980-81   | Shepshed Charterhouse |
| 1981-82   | Anstey Nomads         |
| 1982-83   | Anstey Nomads         |
| 1983-84   | Melton Town           |
| 1984-85   | Thringstone           |
| 1985-86   | Thringstone           |
| 1986-87   | Stapenhill            |
| 1987-88   | Holwell Works         |
| 1988-89   | Stapenhill            |
| 1989-90   | St. Andrews SC        |
| 1990-91   | Lutterworth Town      |
| 1991-92   | Holwell Sports        |
| 1992-93   | Holwell Sports        |
| 1993-94   | St. Andrews SC        |
| 1994-95   | Oadby Town            |
| 1995-96   | St. Andrews SC        |
| 1996-97   | Oadby Town            |
| 1997-98   | Oadby Town            |
| 1998-99   | Oadby Town            |
| 1999-2000 | Highfield Rgrs        |
| 2000-01   | Quorn                 |
| 2001-02   | Coalville Town        |
| 2002-03   | Coalville Town        |
| 2003-04   | Loughborough Dynamo   |
| 2004-05   | Thurnby Rgrs          |
| 2005-06   | Friar Lane & Epworth  |
| 2006-07   | Stapenhill FC         |
| 2007-08   | Kirby Muxloe SC       |
| 2008-09   | Anstey Nomads         |
| 2009-10   | Thurmaston Town       |
| 2010-11   | Ashby Ivanhoe         |
| 2011-12   | Rothley Imperial      |

| År      | Mästare              |
| ------- | -------------------- |
| 2012-13 | Rothley Imperial     |
| 2013-14 | Allexton & New Parks |
| 2014-15 |                      |